# 吳嵎
吳嵎（1893年－1955年），中華民國（大陸時期）海軍高級將領，中將軍銜，著名的中山艦前艦長。字杲明，浙江奉化人。

## 生平
生於大清浙江省寧波府奉化縣裘村镇。早年懷抱革命理想，畢業於杭州浙江武备学堂。後赴日本留學，追随孙中山，結識革命黨，在东京加入同盟会。在日本留學期間，先後畢業於日本海军炮术水雷学校，日本商船学校航海科。
孫中山在廣州成立海陸空大元帥府討袁，吳嵎任大元帥府特别官佐，上尉軍銜。1921年，出任大总统府咨议。1923年4月，任大本营参军处副官，上校軍銜。1924年5月15日，與冯启民一同加入中國國民黨。1924年，出任廣州虎门威远炮台总台长。1925年8月，出任广州国民政府军事委员会海军局给养科科长。1926年4月14日，出任中山艦艦長。1926年11月，调任国民革命军总司令部海军处副处长。1927年8月，從海軍處离职。1936年，出任中華民國交通部航政局局长。1937年11月，辭職回家鄉奉化。
抗日戰爭爆發後，1938年7月，出任后方勤务部船舶运输司令部副司令。曾指揮船隊運輸物資轉移到大後方。1939年11月10日至12月20日，从湖北宜昌运出43000吨軍用民用物資到陪都重慶。1938年12月，离职。抗日戰爭勝利後，1946年5月，晉升陆军少将。不久後退役回乡。國共內戰期間居於故鄉奉化。1949年5月，奉化解放。1955年，在奉化去世。
有孫吴圣荪，台灣當代軍事要人、國際問題專家、外交家。

## 遺物
- 蔣中正電吳嵎[永久]，現藏於台灣國史館典藏國家檔案與總統文物